# 錫達斯普林斯 (密歇根州)
錫達斯普林斯（英語：Cedar Springs）是一個位於美國密歇根州肯特縣的城市。

## 人口
根據2020年美國人口普查的數據，錫達斯普林斯的面積為5.25平方千米，當中陸地面積為5.08平方千米，而水域面積為0.17平方千米。當地共有人口3627人，而人口密度為每平方千米691人。